# Эйн-Геди (минеральная вода)
Эйн-Геди (ивр. עֵין גֶּדִי‎ — «источник козлёнка») — родник столовой природной минеральной воды.
Источник этой воды расположен в заповеднике Эйн-Геди который находится в нескольких километрах к западу от Мёртвого моря и был известен уже 3000 лет тому назад. Вода, пройдя путь более километра высотой, выходит здесь чистейшим родником. Родник с прилегающим небольшим участком земли является заповедником.
Широко распространённый вид питьевой воды в Израиле. Эйн-Геди разливается в бутылки на фабрике, вблизи самого источника. ПЭТ-бутылки ёмкостью 2 л и 0,5 л. Срок годности в ПЭТ-упаковке — 1 год от даты розлива. Начало выпуска воды Эйн-Геди в торговую сеть — с февраля 1997 г. Компания по выпуску воды находится в совместной собственности кибуца Эйн-Геди и фирмы Jafora-Табори. Это произошло в результате сделки, заключенной в 2004 году.